# Cybowa Góra
Cybowa Góra este o arie protejată (sit de importanță comunitară — SCI) din Polonia întinsă pe o suprafață de 18,15 ha, integral pe uscat.

## Localizare
Centrul sitului Cybowa Góra este situat la coordonatele 50°23′02″N 20°14′02″E / 50.3839°N 20.234°E.

## Înființare
Situl Cybowa Góra a fost declarat sit de importanță comunitară în octombrie 2009 pentru a proteja un număr necunoscut de specii din flora spontană și fauna sălbatică aflate în arealul zonei.

## Biodiversitate
Situată în ecoregiunea continentală, aria protejată conține 2 habitate naturale: Formațiuni de Juniperus communis pe lande sau pajiști calcaroase, Pajiști uscate seminaturale și facies de acoperire cu tufișuri pe substraturi calcaroase (Festuco-Brometalia) (* situri importante pentru orhidee).
La baza desemnării sitului se află un număr nedeclarat de specii protejate.